# Vyšná Rybnica
Vyšná Rybnica je naseljeno mjesto u okrugu Sobrance u Košickom kraju u Slovačkoj.

## Stanovništvo
| Godina:     | 1993. | 2003.   | 2013.   | 2023.    |
| ----------- | ----- | ------- | ------- | -------- |
| Broj ljudi: | 391   | 379     | 357     | 399      |
| Razlika:    |       | -3,06 % | -5,80 % | +11,76 % |

| Godina:     | 2022. | 2023.   |
| ----------- | ----- | ------- |
| Broj ljudi: | 402   | 399     |
| Razlika:    |       | -0,74 % |

Prema podatcima o broju stanovnika iz 2023. godine naselje je imalo 399 stanovnika.

## Vanjske poveznice
|  | Zajednički poslužitelj ima još gradiva o temi Vyšná Rybnica |

- Službena stranica naselja (sl.)